# لئونیدوفکا (شهرستان چیشمینسکی، باشقیرستان)
لئونیدوفکا (انگلیسی: Leonidovka, Chishminsky District, Republic of Bashkortostan) یک شهرک در شهرستان چیشمینسکی در استان باشقیرستان کشور روسیه است.